# Paratalanta aureotinctalis
Paratalanta aureotinctalis là một loài bướm đêm trong họ Crambidae.